# Liv Signe Navarsete
Liv Signe Navarsete, född 23 oktober 1958 i Sogndal, är en norsk politiker, som var partiledare för Senterpartiet från 2008 till 2014. Navarsete var minister i den rödgröna regeringen Stoltenberg II. Från 2005 till 2009 var hon transportminister och från 2009 till 2013 var hon kommun- och regionminister. Hon har en magisterexamen från Högskolan i Sogn og Fjordane.

## Fotnoter
1. 1 2 3 4 5 6 7  läs online, www.stortinget.no , läst: 1 september 2019.[källa från Wikidata]
2. 1 2 3 4  läs online, www.stortinget.no .[källa från Wikidata]
3. ↑  läs online, www.stortinget.no , läst: 28 juli 2018.[källa från Wikidata]
4. ↑  Ny statsforvaltar i Vestland (på norskt bokmål), läs online, läst: 3 juni 2022.[källa från Wikidata]